# Eleonora Reznik
Eleonora Reznik (* 1975 in Moskau) ist eine deutsch-russische klassische Pianistin, Liedbegleiterin, Kammermusikerin und Korrepetitorin. Seit 2008 lehrt sie an der Hochschule für Musik und Tanz Köln.

## Leben
Eleonora Reznik war Preisträgerin bei verschiedenen Jugendwettbewerben und begann 1990 an dem Gnessin-College für Musik in Moskau ein Studium, das sie mit Auszeichnung und dem Diplom für Klavier, Kammermusik und Liedgestaltung abschloss.
2002 schloss sie das Klavierstudium bei Karin Merle in Köln mit „sehr gut“ ab und studierte anschließend Konzertexamen und Liedbegleitung bei Jürgen Glauß mit Abschluss im Januar 2005.
2003 wurde Eleonora Reznik als Klavierpartnerin Berlin beim Wettbewerb „Das Lied“, bei der „Euriade 2003“ in Kerkrade (Niederlande) und beim „Concours Nadia et Lilli Boulanger“ in Paris ausgezeichnet.
2004 bekam Eleonora Reznik ein Stipendium der Werner Richard / Dr. Carl Dörken-Stiftung.
Im März 2005 gewann Eleonora Reznik in Berlin den Deutschen Musikpreis und zusätzlich den ZONTA Club Musikpreis für herausragende künstlerische Leistung. Es folgten zahlreiche Konzerte im Rahmen der „Bundesauswahl Konzerte junger Künstler“.
2013 gewann sie den Pianistenpreis beim internationalen „ArtOpera Gesangswettbewerb“.
Seit 2008 ist sie Dozentin an der Hochschule für Musik in Köln. Ihr Schwerpunkt liegt in der Ausbildung aufstrebender Sänger mit Schwerpunkt Korrepetition und Liedgestaltung.
Als Korrepetitorin war sie unter anderem bei der „Münchener Singschule“, bei Meisterkursen  an der „Europäischen Akademie für Musik und Darstellende Kunst Palazzo Ricci“ in Montepulciano (Italien), bei der „Baden-Württembergischen Landesakademie Ochsenhausen“ und an der „Sommerakademie Feldkirchen“ (Österreich) tätig.
Als Solistin, Klavierpartnerin und Mitglied verschiedener Ensembles hatte sie Tourneen und Engagements in Deutschland, Osteuropa, Italien, Griechenland, Österreich, der Schweiz, Luxemburg, Frankreich, Syrien und in den Niederlanden.
Seit 2014 bildet sie mit der Konzertpianistin Elnara Ismailova das Klavierduo EL² CONTRASTE. Ihr Repertoire umfasst vor allem Stücke für 2 Klaviere, aber auch vierhändige Kompositionen.

## Preise und Auszeichnungen (Auswahl)
- 08.2013: Pianistenpreis – Art Opera Internationaler Gesangswettbewerb, Frankfurt/Main[2]
- 03.2005: Preis des Deutschen Musikwettbewerbs, Berlin, Klavierpartner / Lied und Sonderpreis des Zonta Clubs Deutschland[3]
- 07.2004: Stipendiatin der Werner Richard – Dr. Carl Dörken Stiftung, Herdecke
- 11.2003: Finalistin beim Concours International de Chant – Piano Nadia et Lili Boulanger, Paris[4]
- 10.2003 Euriade Vocaal Concours, Kerkrade (NL), Preis als beste Klavierbegleiterin